# Mao Kobayashi
Mao Kobayashi (小林 麻央, Kobayashi Mao) (21 de julho de 1982 – 22 de junho de 2017) foi uma apresentadora de notícias japonesa, que também trabalhou como atriz. Ela foi uma das apresentadoras da previsão do tempo da Fuji Television. Formada em psicologia pela Universidade Sofia, era casada com o ator japonês de kabuki Ebizo Ichikawa.
Após contrair câncer de mama em 2014, iniciou um blog sobre o assunto e se tornou uma das blogueiras mais populares do Japão, país onde o assunto é costumeiramente evitado. Por isso, foi eleita pela BBC na lista das 100 Mulheres mais importantes de 2016.
Kobayashi morreu em 22 de junho de 2017, aos 34 anos, de câncer de mama.

## Filmografia

### Cinema
- Tokyo Friends: The Movie (2006)

### TV
- Happy! 2 (2006 TBS)
- Taiyou no Uta (2006 TBS)
- Oishii Proposal (2006 TBS)
- Happy! (2006)
- Unfair (2006)
- Slow Dance (2005 TBS)
- Tokyo Friends (2005)